# Christus von Pilar
Der Christus von Pilar (auch: «Cristo Misericordioso») ist die noch im Bau befindliche, dereinst höchste Christusstatue der Welt. Sie stellt den auferstandenen Jesus dar.
Mit einer Höhe von 60 Metern ist sie doppelt so hoch wie die weltberühmte Statue in Rio de Janeiro (Cristo Redentor). Sie ist 60 Meter breit, steht auf einem zehn Meter hohen Sockel und wiegt rund 3'000 Tonnen. Alleine der Kopf des Christus ist elf Meter hoch. 
Das Monument steht auf einem Hügel außerhalb der Stadt Pilar, die in der Nähe der Hafenstadt Maceió im Bundesstaat Alagoas im Nordosten Brasiliens liegt. Mit ihm sind touristische und religiöse Interessen verbunden.
Die Bevölkerung soll den definitiven Namen der Statue wählen können.

## Geschichte
Am 8. Dezember 2022 wurde mit dem Bau begonnen. Sie sollte ursprünglich im Juli 2024 fertiggestellt sein, es dauert aber voraussichtlich mindestens bis Ende Dezember 2024.
Die Statue wurde vom Künstler Markus Moura aus Ceará entworfen. Moura hatte bereits die 43,5 Meter hohe Christusstatue in der Stadt Encantado im Bundesstaat (Rio Grande do Sul) geschaffen, die nun die zweitgrößte Brasiliens ist. Er lebt selber in Pilar, wo er den Bau zusammen mit fünf Fachleuten leitet. Sie wird von rund 50 Arbeitern ausgeführt.

## Projekt und Umfeld
Das Projekt umfasst einen Aufzug im Innern, der die Besucher zu einem Aussichtspunkt im Herzen des Christus bringt. Von dort aus hat man einen Blick auf den Lagunenkomplex Mundaú-Manguaba. Um den Christus herum soll zudem ein Umweltpark mit öffentlichen Toiletten, einem Souvenir- und Gastronomiebereich, einem Touristen-Informationszentrum und Parkplätzen für Touristenbusse entstehen. Das Projekt umfasst zudem eine Seilbahn, die vom Alto do Santo Cruzeiro bis zum Ufer der Lagune von Manguaba führt.
Das Denkmal ist Teil des kulturellen und religiösen Tourismuskomplexes in Santo Cruzeiro, wo bereits die 20 Meter hohe Statue der Madonna von Pilar steht, der Schutzpatronin der Stadt, und ein Kreuzweg mit Werken des Künstlers João das Alagoas angelegt ist.

## Finanzierung
Nach Angaben des Stadtrates sind für den Bau 12,2 Millionen brasilianischer Real (ca. 2,2 Mio. US-Dollar) veranschlagt, die aus Eigenmitteln der Gemeinde stammen.